# أييليت هشاحر
أييليت هشاحر (بالعبرية: אַיֶּלֶת הַשַּׁחַר) هي مستوطنة في شمال إسرائيل تم شراؤها في 1892 واستوطنت في عليا الثانية، وتقع على طريق روش بينا - المطلة، وتبعد حوالي 35 كيلومتر (22 ميل) عن جنوب كريات شمونة، وتقع ضمن إدارة مجلس الجليل الأعلى الإقليمي. في 2019، بلغ عدد سكان المستوطنة 1,134 نسمة.

## التاريخ
اسم المستوطنة مقتبس من مقدمة المزمور 22، الذي جاء فيه "أيلة الصبح" ، في إشارة إلى "نجمة الصبح"، الاسم الأصلي للأرض التي تقع عليها المستوطنة. تم شراء الأرض من قبل جمعية الاستعمار اليهودي في 1892، واستوطنها أول مرة مهاجرون من أوروبا في 1915 خلال فترة عليا الثانية. وقد سجل تعداد سكاني أجرته سلطة الانتداب البريطاني في 1922، تعداد سكان بلغ 78 يهوديًا.
بعد حرب فلسطين 1947-1949 ، استولت أيليت هشاحر على أراضي قرية ياردا الفلسطينية المهجر سكانها حديثاً.

## الاقتصاد
تعتبر أييليت هشاحر واحدة من أكبر مناطق إنتاج الفاكهة في إسرائيل. كما يقوم السكان أيضًا بتربية الأبقار الحلوب والدواجن، وإدارة خلايا النحل، وتعتبر المستوطنة منتجًا رئيسيًا للعسل في إسرائيل. توجد هناك برك سمكية، تأخذ المياه من القنوات التي تستمد مياهها مستنقعات سهل الحولة القريبة.

## المعالم
تقع حاصور، عاصمة الكنعانيين، مقابل المستوطنة. يقع متحف حاصور الأثري في المستوطنة، ويعرض فيه آثار من حاصور، رغم أن العديد من القطع الأثرية الأصلية موجودة في متحف إسرائيل في القدس.

## أشخاص بارزون
- سوكي لهاف، موسيقية وروائية.

## معرض صور

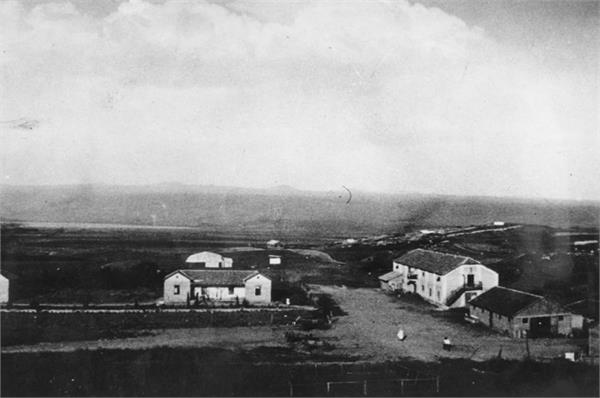
أييليت هشاحر، 1919
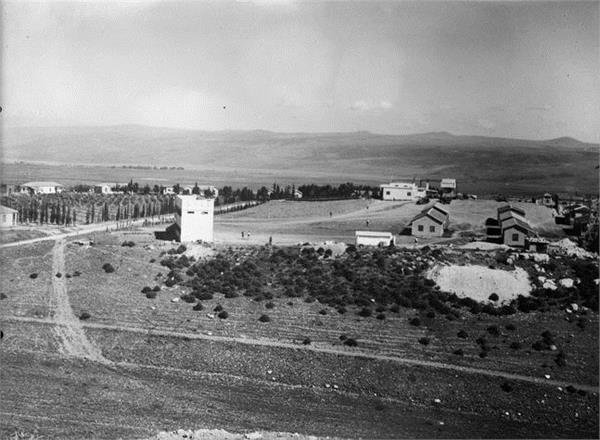
أييليت هشاحر، 1937
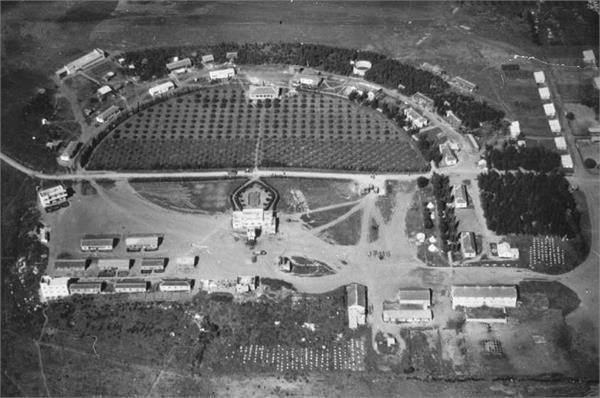
أييليت هشاحر، 1939
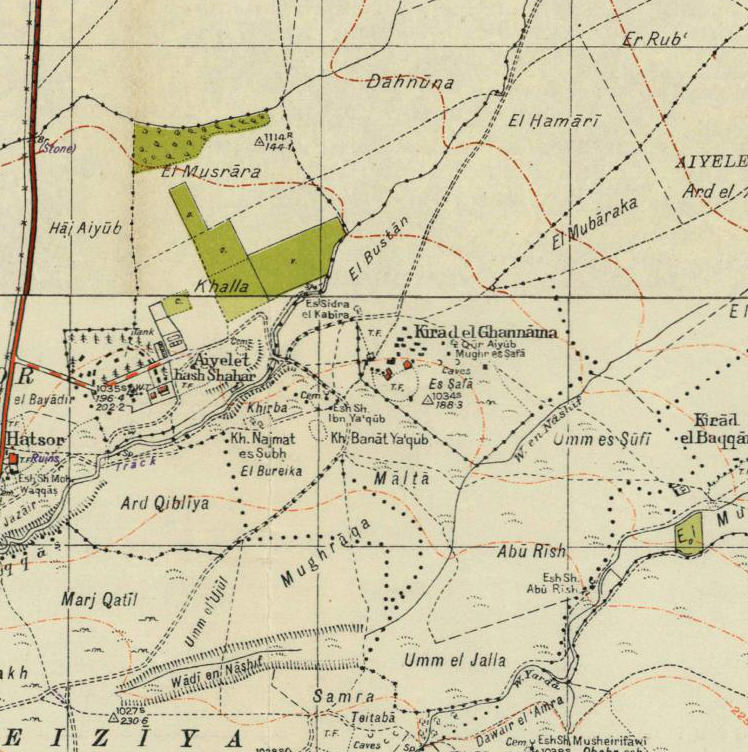
أييليت هشاحر قرب خ. نجمة الصبح، 1942
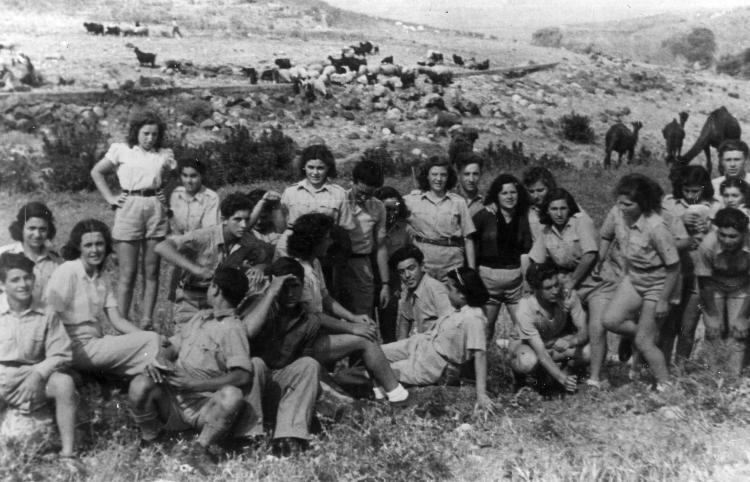
مجموعة شباب البلماح في أييليت هشاحر، 1946
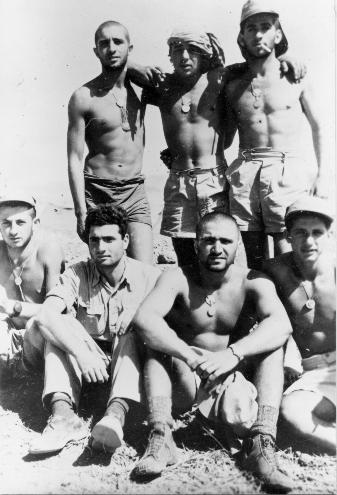
يفتاح الكتيبة الثالثة. أييليت هشاحر، 1948
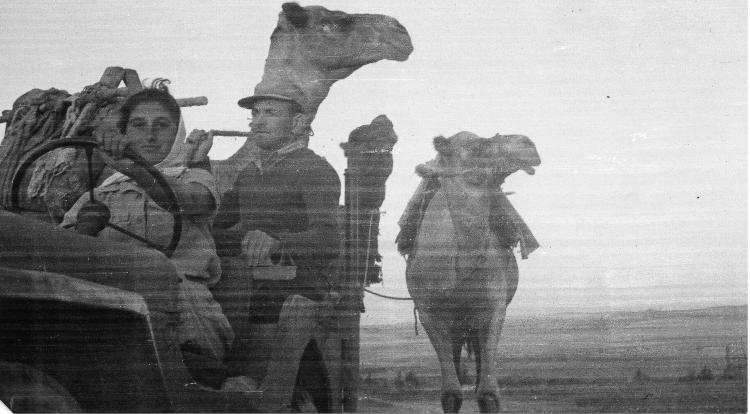
جمع الإبل الضالة. أييليت هشاحر. 1948